# 李元甫 (1872年)
李元甫（1872年—1941年），名树人，湖南湘乡人，中华民国教育家，培育了毛泽东、谭政、陈赓、萧三、萧子升等时代风云人物。毕业于湖南优级师范。

## 生平
李元甫儿时聪敏好学，后来在湖南优级师范学堂读大学。毕业后回到家乡东山学校教书育人，培育了一批西式人才。李元甫在东山学校有自己的藏书楼，他曾特例准许毛泽东借阅书籍，毛泽东通过藏书楼的书籍了解到了西方世界的历史进程。

## 思想
李元甫接受过西方先进的教育方式和科学技术，属于维新派，后来他担任东山学校的校长，实行新政，开设了数学、物理、化学、音乐、美术等新课程，并且聘请留学生回到学校任职。

## 学生
- 毛泽东
- 萧三
- 萧子升
- 陈赓
- 谭政
- 易礼容
- 毛泽覃
- 谭世瑛
- 杨幼麟
- 黄公略

## 评价
李元甫去世前，曾经遥望北方，作对联自挽：
为国育才，应有一木支大厦
齐家教子，不及三葛在南阳。

1991年，湘乡市政府为李元甫树立碑文：

公讳树人，字元甫，本市共坪人，一八七二年生。少聪明才智颖勤于学，弱冠中试。会东山学堂，兴公以众望所归，受聘为堂长，延名师招俊士，庠风纯肃遐迩。一九一零年秋，毛泽东自湘潭来校求学。后又助其入湘乡驻省中学深造，慧眼识英才，于公有焉。毛泽东不忘公扶掖之情，于大革命时与夫人杨开慧视公于武昌旅鄂中学，屡叙师生之谊，东山校史遂亦增辉。民国以来，公历任长沙妙高峰中学学监主任，湘乡驻省中学及旅鄂中学校长，后出任宜章县知事，复应全国县知事考试。既登榜，先后授任四川酉阳、开县、巫山县知事及武昌堤工局长。一九三一年归里，一九四一年逝世，享年七十。越五十年，东山学校及校友，谨勒其事于石，以昭后世，且为之赞曰：“育才宏猷，之东山俦。济民长泽，共涟水流。士林楷模，留芳千秋。